# Helfrid Jordan
Helfrid Jordan, född Carlsson 29 maj 1902 i Ulrika församling, Östergötlands län, död 2 november 1985 i Linköpings Sankt Lars församling, Östergötlands län, var en svensk författare.
Jordan var dotter till hembygdsforskaren Sven Jakob Carlsson och Hanna Pettersdotter. Hon vistades utomlands i ett femtontal år, i bland annat Frankrike, Jugoslavien och Böhmen, innan hon bosatte sig i Linköping. 1931 gifte hon sig med konstnären Olaf Jordan.